# Wałki (przystanek kolejowy)
Wałki – przystanek kolejowy w pobliżu miejscowości Jodłówka-Wałki. Przystanek został przesunięty w stronę zabudowań podczas modernizacji linii kolejowej w latach 2011–2015 z km 91,982 na km 90,995.

## Ruch pasażerski
| Rok  | Wymiana pasażerska na dobę |
| ---- | -------------------------- |
| 2017 | 10-19                      |
| 2022 | 50-99                      |